# Ritterkanton Kraichgau

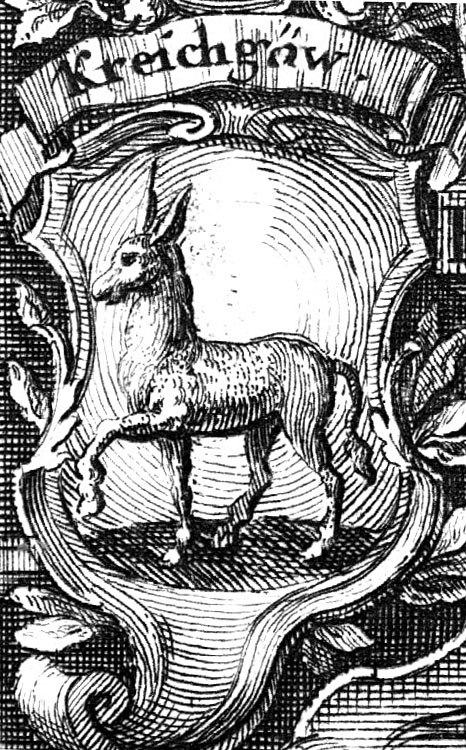
Codex diplomaticus equestris cum continuatione, oder Reichs-Ritter-Archiv, 1721

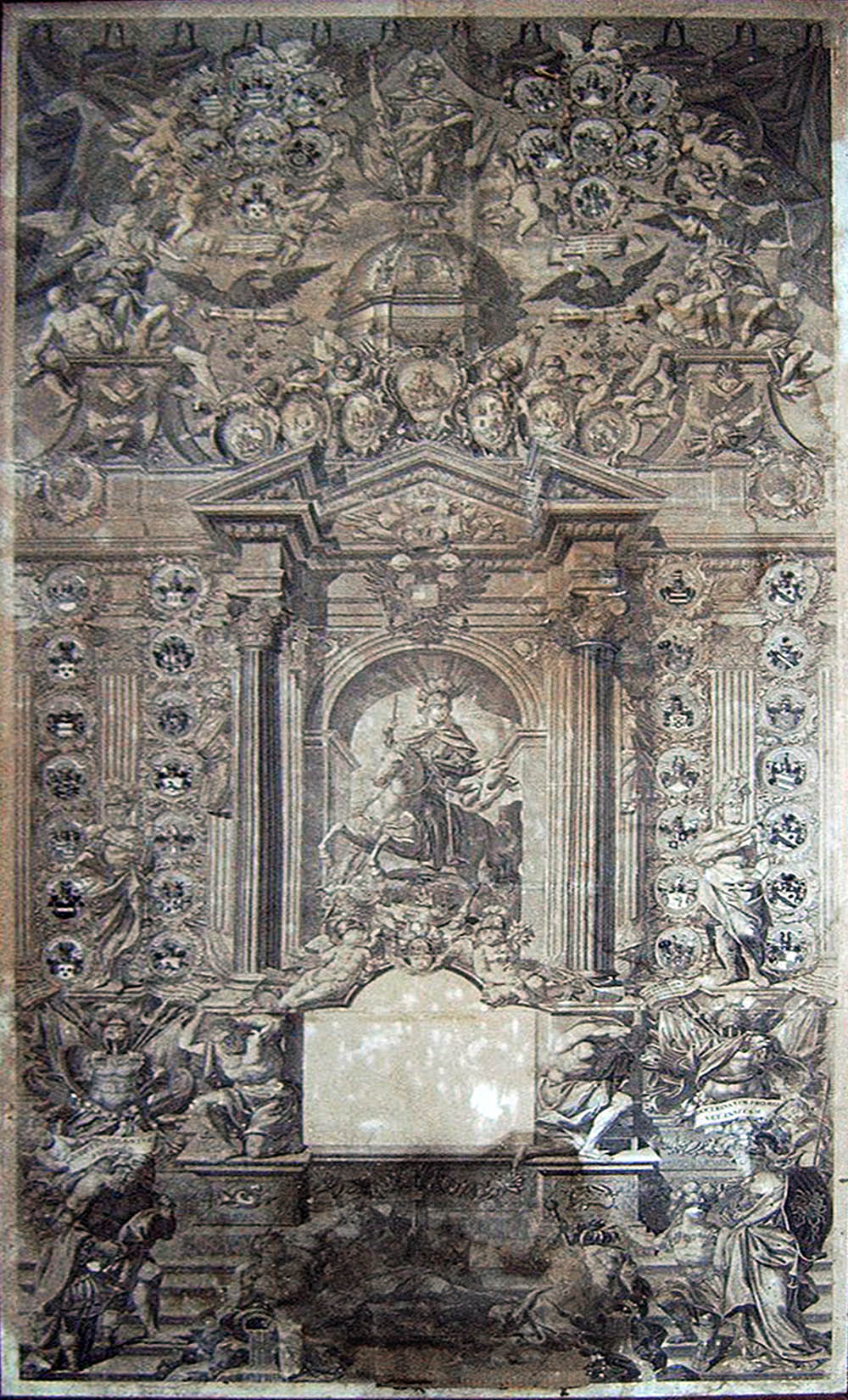
Reichesritterlicher Kantonskalender, Archiv Burg Hornberg. Stich, 167 × 85 cm

Siegel des Ritterkanton Kraichgau. Der Esel im Herzschild erinnert an die frühere Gesellschaft mit dem Esel

Als Ritterkanton Kraichgau wird eine Gemeinschaft ritterlicher Adelsfamilien im Kraichgau bezeichnet, die seit dem hohen Mittelalter als Dienstmannen der Staufer oder des Bistums Worms in die Ministerialität aufgestiegen waren und bis zur Mediatisierung der Ritterschaft bzw. der Regionalfürstentümer zu Beginn des 19. Jahrhunderts die Lehensherrschaft über zahlreiche Ortschaften und Güter im Kraichgau und angrenzenden Gebieten innehatten. Die Familien (von Gemmingen, von Neipperg, von Helmstatt u. a.) standen über Generationen in verwandtschaftlichen Beziehungen und waren bereits seit dem 14. Jahrhundert in der „Turniergesellschaft mit dem Esel“ vereint, später in der „Bruderschaft des Kraichgauer Adels“ und ab 1547 im „Ritterkanton Kraichgau“ des Schwäbischen Ritterkreises. Die Kanzlei des Kantons befand sich ab 1619 in der Reichsstadt Heilbronn. Die reichsritterschaftlichen Fürstentümer und damit auch der Ritterkanton Kraichgau wurden 1806 aufgelöst. 

## Kraichgauer Ritterschaft
Die Kraichgauer Ritter gehörten zu den kleinsten Gebilden, die sich in unmittelbarer Stellung zum Kaiser behaupteten und sich dadurch dem Zugriff eines Landesfürsten entzogen. Dennoch erregten sie immer mehr das Interesse der Landesfürsten, insbesondere der Heidelberger Pfalzgrafen. So verstanden es die Pfalzgrafen durch geschickte Lehnspolitik, die Kraichgauer Ritterschaft über 180 Jahre eng an sich zu binden. Die Kraichgauer Ritter bildeten auch den Kern des wittelsbachischen Rates in Heidelberg. Die Ritter wiederum, die häufig auch in den Diensten der Pfalzgrafen standen, entzogen sich damit weitergehenden Ansprüchen der Landesfürsten. Unter Pfalzgraf Philipp erfolgte jedoch eine zunehmende Distanzierung der Kraichgauer Ritter von den Pfalzgrafen. Auch gelang es dem Kraichgauer Ritteradel, sich über die Bischofswürden unter die Reichsfürsten zu reihen. So stellten alleine die Helmstatt zwischen 1396 und 1504 insgesamt 86 Jahre den Bischof in Speyer, und die Gemmingen stellten mit Uriel um 1510 den Erzbischof zu Mainz, damit zugleich Kurfürst und Erzkanzler und somit nach dem Kaiser den zweiten Mann im Reich. Dies begünstigte auch die Besetzung weiterer wichtiger Stellen wie Räte, Hofmeister, Amtleute, Statthalter und Äbte mit Personen aus diesen Adelsgeschlechtern. So hatten die Kraichgauer Reichsritter um 1500 zunehmend Einfluss auf vier Stifte, deren Besetzung sie mit Geschick steuerten. Seit dem 14. Jahrhundert gelang es, das Speyerer Domkapitel zu dominieren und andere Adelsgruppen dort zu verdrängen. Erst mit der Konfessionalisierung endete diese Tradition.

## Bruderschaft des Kraichgauer Adels
Als Vorgängerorganisation kann die Turniergesellschaft mit dem Esel gesehen werden, zumal sie sich aus nahezu denselben Familien zusammensetzte, jedoch gab es keine organisatorische Verbindung.
Am 1. Februar 1490 schlossen sich sieben der zwölf letzten Mitglieder der Eselsgesellschaft der Bruderschaft des Kraichgauer Adels an.  
Kaiser Friedrich III. gründete 1488 den Schwäbischen Bund und wollte die Kraichgauer Ritterschaft in diesen einbeziehen. Da jedoch auch die Kurpfalz das Kraichgau als ihr Interessengebiet betrachtete, blieb der Kraichgauer Adel gleichermaßen unabhängig, protestantisch und doch reichsunmittelbar. Bis 1542 konnte sich die Kraichgauer Ritterschaft auch kaiserlicher Besteuerung entziehen. Danach galt nur noch als reichsfreier Ritter, wer den „Gemeinen Pfennig“ als Steuerbeitrag entrichtete. Über den Einzug der Steuern wachten königliche Kommissare, zu denen der römische König Ferdinand, Bruder Karls V., aus den Reihen der Kraichgauer Ritter gleich vier ernannte: Philipp von Helmstatt († 1563), Bernhard Göler von Ravensburg, Wolf von Gemmingen († 1555) und Reinhard von Sachsenhausen. Diese können als Kernzelle des späteren Ritterkantons angesehen werden. Die Rittertage des „Ritterorts“ fanden zunächst an wechselnden Orten statt: erstmals 1542 in Bretten, ab 1544 in Wimpfen.

## Ritterkanton Kraichgau

Mit dieser Urkunde bestätige Kaiser Karl V. 1544, dass trotz der Türkenhilfe die Ritterschaft Kraichgau alle Freiheiten behalte

Die kleine Kraichgauer Ritterschaft fühlte sich zunehmend unsicher gegenüber dem mächtigen Kaiser. Als dieser dann auch noch die Reichsritter wegen der aufkommenden Türkengefahr besteuern wollte, kam es 1542 zur erneuten Gründung einer Kraichgauer Organisation. Kurze Zeit später bewilligten sie jedoch die „Türkensteuer“. Gemeinsam mit Pfalzgraf Friedrich II. bekannten sich die Kraichgauer 1544 zum evangelischen Glauben. Seit dem Reichstag in Worms 1545 bestand Kontakt mit dem Ritterkreis Schwaben, der vom Haus Württemberg geführt wurde. Nach der Niederlage des Schmalkaldischen Bundes 1547 orientierten sie sich aber wieder zunehmend nach dem altgläubigen Kaiser, um den Status der Reichsunmittelbarkeit nicht zu verlieren.

### Gliederung der Ritterkreise
Die freie Reichsritterschaft in Südwestdeutschland gliederte sich seit dem 16. Jahrhundert in einen rheinischen, fränkischen und schwäbischen Ritterkreis, der sich wiederum aus verschiedenen Kantonen zusammensetzte. Der Schwäbische Ritterkreis untergliederte sich in die Kantone Donau, Hegau-Allgäu-Bodensee, Neckar-Schwarzwald, Kocher und Kraichgau.
Nach Verhandlungen in Augsburg und Ulm traten die ersten Kraichgauer Ritter 1547 dem Ritterkreis Schwaben bei und bildeten darin den Ritterkanton Kraichgau. Seit 1619 befand sich die Kanzlei des Kantons in Heilbronn. Die so organisierte Ritterschaft hatte keine hoheitsrechtlichen Aufgaben, ihre Tätigkeit war vielmehr als Interessenvertretung der Ritter gegenüber Kaiser, Fürsten und Freien und Reichsstädten zu sehen.

### Adelsfamilien im Kanton Kraichgau

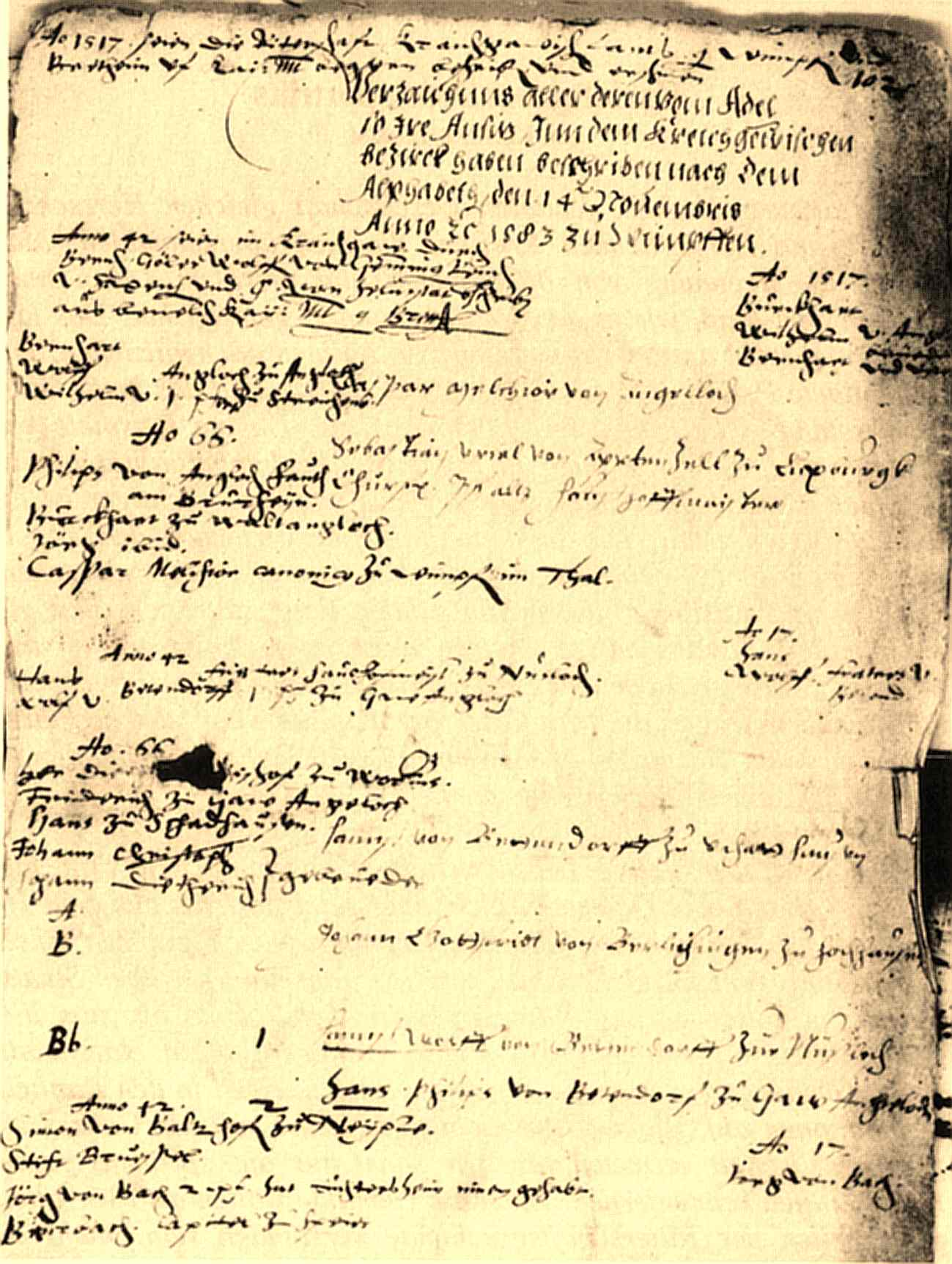
Liste der Mitglieder im Ritterkanton Kraichgau 1583

Bis 1806 gehörten dem Ritterkanton Kraichgau im Laufe der Jahre folgende Adelsfamilien (siehe auch: Liste fränkischer Rittergeschlechter) an: 
- Reichsfreiherren von Gemmingen
- Freiherren von Killinger (Stammsitz: Eschenau)
- Freiherren von Massenbach (Stammsitz: Massenbach)
- Freiherren von Neipperg
- Freiherren Göler von Ravensburg (Stammsitz: Burg Ravensburg bei Sulzfeld)
- Freiherren von Zandt zu Mönchzell

Der letzte Ritterdirektor des Kantons war Ernst von Gemmingen-Hornberg, der 1795 in das Amt gewählt wurde und es bis zur Auflösung der Reichsritterschaft 1806 bekleidete.
1793 hatte Frankreich das linke Rheinufer annektiert. Zur Entschädigung der betroffenen Fürstentümer nach dem Frieden von Lunéville 1801 sah der Reichsdeputationshauptschluss von 1803 die Mediatisierung der geistlichen Fürstentümer und der Reichsstädte vor. Nach Württemberg beschlagnahmte auch Baden 1806 aber ebenso die ritterschaftlichen Güter und löste die Rittervereinigungen damit auf.
Die Kraichgauer Ritterschaft blieb bis in die Gegenwart durch ihren Grundbesitz ein prägender Faktor innerhalb ihres früheren Machtbereichs. Die Freiherren von Gemmingen und die Grafen von Neipperg besitzen ausgedehnte Ländereien und zahlreiche Burgen, Schlösser und Wirtschaftshöfe im Kraichgau. Ein Familienrat aus Mitgliedern der Familien des ehemaligen Ritterkantons Kraichgau verwaltet darüber hinaus bis heute das Kraichgauer Adeliges Damenstift.

### Wappen
Das Wappen des Ritterkanton Kraichgau zeigte einen doppelköpfigen Reichsadler mit Brustschild, der einen Esel zeigte.